# Mitteldeutscher Rundfunk
Mitteldeutscher Rundfunk (en español, «Radiodifusión de Alemania Central»), más conocida por sus siglas MDR, es una empresa pública de radio y televisión con sede en Leipzig que presta servicio a los estados federados alemanes de Sajonia, Turingia y Sajonia-Anhalt. Fue fundada el 1 de junio de 1991 y comenzó su actividad en 1992 sobre las frecuencias de la radiodifusora de Alemania Oriental. 
MDR forma parte de la ARD, la organización conjunta de radiodifusoras públicas de Alemania, desde el 1 de enero de 1992. 

## Historia
Anteriormente a la creación de la MDR, los estados federados de Sajonia, Turingia y Sajonia-Anhalt formaban parte de la República Democrática Alemana (RDA), un estado socialista creado después de la Segunda Guerra Mundial en la zona de ocupación soviética. Todo el país contaba con un único servicio público de radio (Rundfunk der DDR) y televisión (Deutscher Fernsehfunk).
La situación cambió con la reunificación alemana en 1990. Según la Ley Fundamental de Bonn la radiodifusión era competencia de los estados federados, por lo que los medios de la extinta RDA estaban abocados a desaparecer el 31 de diciembre de 1991. La ARD, organización conjunta de radiodifusoras públicas de Alemania, optó por crear dos nuevas organizaciones para la zona oriental: Ostdeutscher Rundfunk Brandenburg (Brandeburgo) y Mitteldeutscher Rundfunk (Sajonia, Turingia y Sajonia-Anhalt). MDR heredó la infraestructura de las desaparecidas organizaciones, así como su archivo de programas históricos.
El 1 de enero de 1992 comenzaron las emisiones de la radio MDR1, con una señal para cada uno de los tres estados federados, y del canal de televisión MDR Fernsehen. La radio juvenil DT64, originaria de la RDA, mantuvo su nombre hasta 1993, cuando pasó a llamarse MDR Sputnik. En su división administrativa, el grupo estableció la sede central en Leipzig y tres estudios en cada una de las capitales estatales: Dresde (Sajonia), Érfurt (Turingia) y Magdeburgo (Sajonia-Anhalt).
Algunos de los programas más importantes de MDR son las series policiales Polizeiruf 110 y Tatort (heredadas de la televisión de RDA), In aller Freundschaft y los documentales Elefant, Tiger & Co.

## Organización

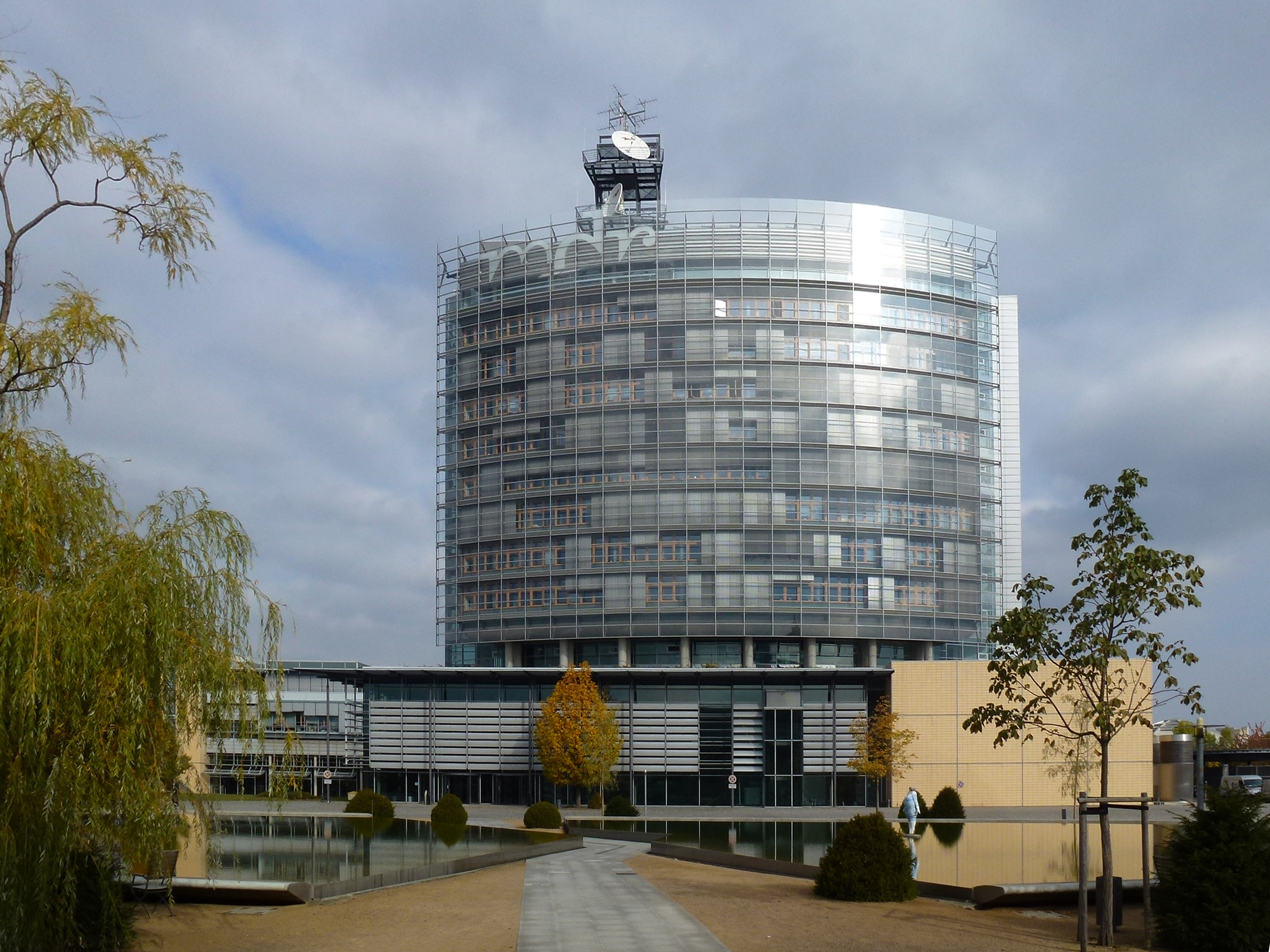
Sede central de MDR en Leipzig.

MDR es una corporación de derecho público que funciona bajo una Ley de Radiodifusión acordada entre los estados de Sajonia, Turingia y Sajonia-Anhalt (Staatsvertrag über den Mitteldeutschen Rundfunk). Sus funciones están determinadas por una fundación legal, que establece la estructura de la organización y los principios bajo los que debe regirse.
La Ley de Radiodifusión está apoyada por el Contrato Estatal de Radiodifusión (Rundfunkstaatsvertrag), un acuerdo multilateral entre los dieciséis estados federados que regula las relaciones entre las radiodifusoras públicas y privadas. En lo que respecta a su papel en la ARD, formada por nueve grupos regionales y la internacional Deutsche Welle, MDR coopera en la producción de contenidos.
El Consejo de Radiodifusión de la MDR es el principal centro de la toma de decisiones, seguimiento y control en la empresa pública. La junta directiva está compuesta por 43 miembros representativos de la sociedad, entre ellos una presidencia, dos vicepresidencias y un representante de cada estado. Tanto la presidencia como las vicepresidencias se reparten por estados para evitar desequilibrios.

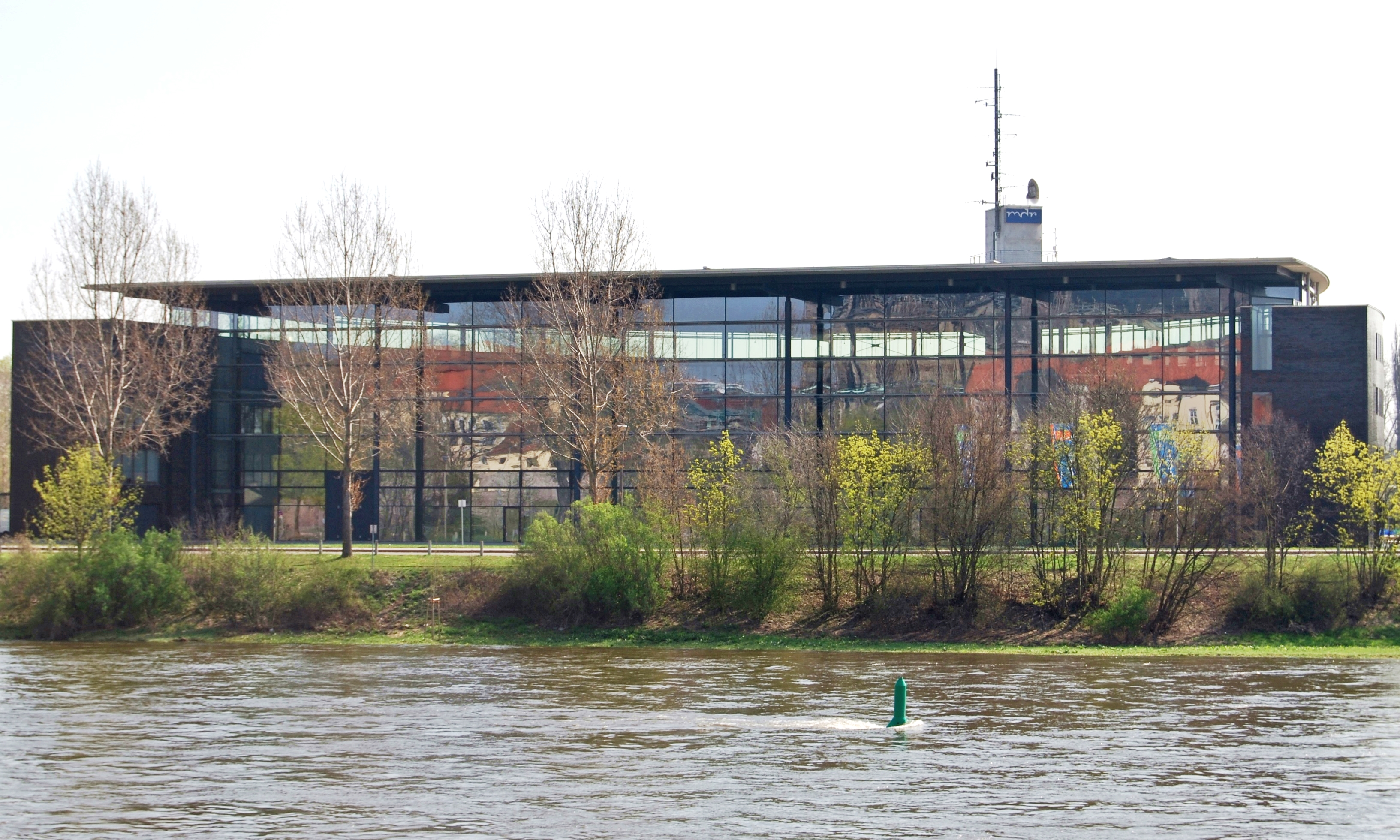
Estudios regionales de Sajonia-Anhalt, en Magdeburgo.

La sede de MDR está en Leipzig, la ciudad más poblada de Sajonia. Dispone también de tres sedes regionales en Dresde (Sajonia), Érfurt (Turingia) y Magdeburgo (Sajonia-Anhalt), encargados de las desconexiones informativas regionales y de aportar contenidos al resto del grupo. Dentro de la estructura de ARD, MDR cuenta con un despacho en la sede de la organización en Berlín y se ocupa de la corresponsalía de Los Ángeles. Además, la sede del canal infantil KiKA se encuentra en Érfurt.
En Alemania se cobra un impuesto directo para el mantenimiento de la radiodifusión pública (ARD, ZDF y Deutschlandradio), a través de la empresa conjunta GEZ. El pago es obligatorio para todo aquel que tenga una radio, televisor o cualquier otro aparato que reciba señal. Cada hogar pagó 17,98 euros al mes en 2013. MDR depende del dinero que le otorgue la ARD y destina sus ingresos a los departamentos de televisión, radio, mantenimiento técnico y gastos de gestión.

## Servicios

### Radio

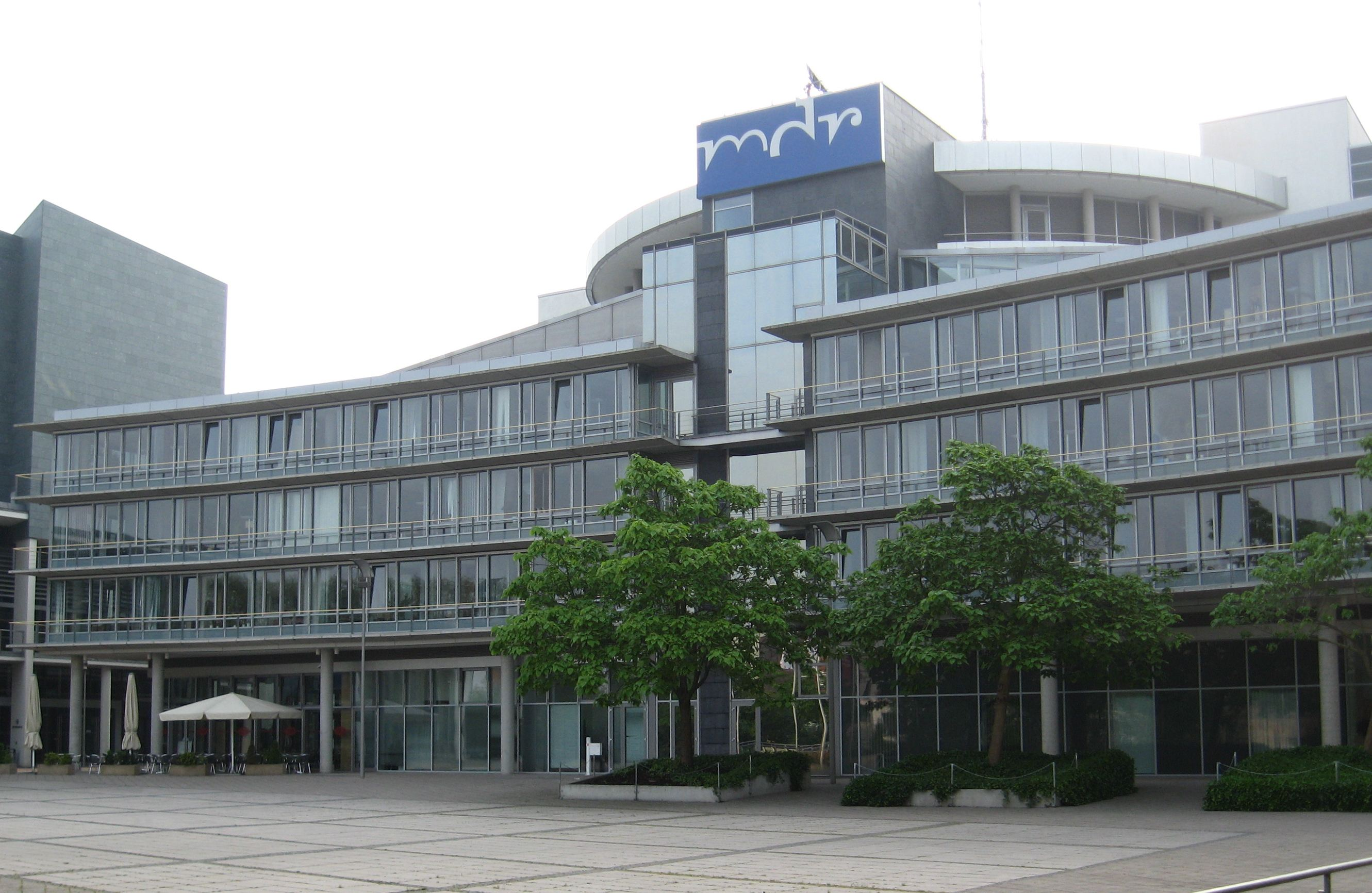
Sede de MDR Radio en Halle (Sajonia-Anhalt).

MDR cuenta con una emisora generalista (MDR), orientada a un público adulto, que posee tres marcas para cada estado de Alemania Central:
- MDR Sachsen: con programas e informativos para Sajonia.
- MDR Sachsen-Anhalt: con programas e informativos para Sajonia-Anhalt.
- MDR Thüringen: con programas e informativos para Turingia.

El resto de emisoras son temáticas y comunes para los tres estados:
- MDR Aktuell: radio de información continua, creada el 1 de enero de 1992 (hasta 2016 MDR info).
- MDR Kultur: radio cultural con música contemporánea (hasta 2016 MDR Figaro).
- MDR Klassik: emisora de música clásica. Sólo disponible en DAB e Internet.
- MDR Jump: radiofórmula musical. Comenzó sus emisiones el 1 de enero del 2000.
- MDR Sputnik: emisora juvenil de MDR, heredera de DT64 (Rundfunk der DDR).
- MDR Schlagerwelt: emisora de clásicos de la música pop alemana e información del tráfico.
- MDR Tweens: Emisora infantil para niños de 8 a 13 años.

Además, MDR colabora con la Rundfunk Berlin-Brandenburg en las emisiones de radio en lenguas sorbias, denominadas Sorbischer Rundfunk.

### Televisión
MDR produce programas para la ARD, tanto en el canal nacional (Das Erste) como en el resto de canales donde la corporación participa (3sat, KiKA, Arte, Phoenix, ARD Digital). La sede del canal temático infantil KiKA está situada en Érfurt (Turingia). Además, MDR posee un canal propio para Alemania Central:
- MDR Fernsehen: programación regional y de proximidad, con espacios informativos y acontecimientos especiales relacionados con su región.

### Organizaciones musicales
- Orquesta Sinfónica MDR: fundada en 1915 como la orquesta sinfónica de Leipzig, fue una de las más reconocidas de la República Democrática Alemana gracias a directores como Hermann Abendroth y Herbert Kegel.[6] Ese prestigio se ha mantenido tras la reunificación, al ser una de las principales orquestas dentro de la ARD.[6] Su actual director es Kristjan Järvi.
- MDR Rundfunkchor Leipzig: la coral de MDR fue creada en 1946. Su actual director es Risto Joost.
- MDR Kinderchor: coral infantil de la MDR.
- Deutsches Fernsehballett: primera y única compañía de baile gestionada por una televisión pública europea. Fue fundada en 1992 sobre las bases de la DFF-Fernsehballett.[7]

La MDR se encarga de organizar el festival musical MDR Musiksommer, uno de los más importantes de Alemania en lo que respecta a música clásica y géneros contemporáneos.

## Logotipos

1992-2003.
2004-2016.
Desde 2017.